# Pas de l'Ós (Montsec)
El Pas de l'Ós és un pas de muntanya a 1.634,8 m. alt. al límit dels termes municipals d'Àger, a la Noguera, i Sant Esteve de la Sarga, al Pallars Jussà.
Està situat a l'oest del cim de Sant Alís, i al sud-oest del Picó Bernat.